# Indice sistematico dei Nudibranchia
L'indice sistematico dei nudibranchia ha subito nel tempo notevoli evoluzioni, in quanto gli studi morfologici e le analisi di sequenziamento del DNA hanno portato a sostanziali modifiche nei rapporti filogenetici delle varie famiglie e generi.

## Ordinamento secondo Thiele (1931)
In passato molti tassonomisti considerarono i Nudibranchia come ordine, basandosi sui lavori di Johannes Thiele (1931), che sviluppò quanto espresso precedentemente da Henri Milne-Edwards (1848).
- Ordine Nudibranchia
  - Infraordine Anthobranchia Férussac, 1819
    - Superfamiglia Doridoidea Rafinesque, 1815
    - Superfamiglia Doridoxoidea Bergh, 1900
    - Superfamiglia Onchidoridoidea Alder & Hancock, 1845
    - Superfamiglia Polyceroidea Alder & Hancock, 1845

  - Infraordine Cladobranchia Willan & Morton, 1984
    - Superfamiglia Aeolidioidea J.E. Gray, 1827
    - Superfamiglia Arminoidea Rafinesque, 1814
    - Superfamiglia Dendronotoidea Allman, 1845
    - Superfamiglia Metarminoidea Odhner in Franc, 1968

I doridi (infraordine Anthobranchia) hanno le seguenti caratteristiche: il ciuffo branchiale forma un pennacchio sulla parte posteriore del collo, vicino agli occhi. Le frange sul mantello non contengono alcun dotto intestinale.
Gli eolidi (infraordine Cladobranchia) hanno le seguenti caratteristiche: invece del ciuffo branchiale presentano cerata. Solo le specie dei Cladobranchia sono caratterizzate dalla presenza di zooxantelle.

## Traité de Zoologie di Grassé (1959)
Quello fornito di seguito è la classificazione basata sul Traité de zoologie, anatomie, systématique, biologie che riporta un ordinamento classico e superato dagli studi più recenti.
```
o 
└─o 
Nudibranchia
 (ordine)
  ├─o 
Doridacea
 (
sottordine
)
  │ ├─o 
Gnathodoridoidea
 (
superfamiglia
)
  │ │ ├─o 
Doridoxidae

  │ │ │ └───o 
Doridoxa

  │ │ └─o 
Bathydorididae

  │ │   ├──o 
Bathydoris

  │ │   └──o 
Prodoris

  │ ├─o 
Anadoridoidea
 (superfamiglia)
  │ │ ├──o 
Corambidae
 (famiglia)
  │ │ │  ├──o 
Corambinae
 (
sottofamiglia
)
  │ │ │  │  ├──o 
Corambe

  │ │ │  │  ├──o 
Corambella

  │ │ │  │  ├──o 
Doridella

  │ │ │  │  ├──o 
Hypobranchiaea

  │ │ │  │  ├──o 
Neocorambe

  │ │ │  │  ├──o 
Paracorambe

  │ │ │  │  └──o 
Quasicorambe

  │ │ │  └──o 
Loyinae

  │ │ │     ├──o 
Loy

  │ │ │     ├──o 
Proloy

  │ │ │     └──o 
Psammodoris

  │ │ ├──o 
Goniodorididae
 (famiglia)
  │ │ │  ├─────o 
Murphydoris

  │ │ │  ├─────o 
Sakishimaia

  │ │ │  ├─────o 
Teshia

  │ │ │  ├──o 
Goniodoridinae
 (sottofamiglia)
  │ │ │  │  ├──o 
Goniodoris

  │ │ │  │  ├──o 
Goniodoridella

  │ │ │  │  ├──o 
Lophodoris

  │ │ │  │  └──o 
Pelagella

  │ │ │  ├──o 
Okeniinae
 (sottofamiglia)
  │ │ │  │  ├──o 
Cargoa

  │ │ │  │  ├──o 
Okenia

  │ │ │  │  ├──o 
Idaliella

  │ │ │  │  ├──o 
Idalina

  │ │ │  │  └──o 
Okenia

  │ │ │  ├──o 
Anculinae
 (sottofamiglia)
  │ │ │  │  ├──o 
Ancula

  │ │ │  │  ├──o 
Bermudella

  │ │ │  │  ├──o 
Drepania

  │ │ │  │  ├──o 
Drepanida

  │ │ │  │  ├──o 
Drepaniella

  │ │ │  │  ├──o 
Eucrairia

  │ │ │  │  ├──o 
Miranda

  │ │ │  │  ├──o 
Spahria

  │ │ │  │  └──o 
Trapania

  │ │ │  └──o 
Hopkinsiinae
 (sottofamiglia)
  │ │ │     ├──o 
Hopkinsia

  │ │ │     └──o 
Hopkinsiella

  │ │ ├──o 
Akiodorididae
 (famiglia)
  │ │ │  ├─────o 
Akiodoris

  │ │ │  ├─────o 
Armodoris

  │ │ │  ├─────o 
Doridunculus

  │ │ │  ├─────o 
Echinocorambe

  │ │ │  └─────o 
Prodoridunculus

  │ │ ├──o 
Onchidorididae
 (famiglia)
  │ │ │  ├─────o 
Acanthodoris

  │ │ │  ├─────o 
Adalaria

  │ │ │  ├─────o 
Ancylodoris

  │ │ │  ├─────o 
Arctadalaria

  │ │ │  ├─────o 
Atalodoris

  │ │ │  ├─────o 
Calycidoris

  │ │ │  ├─────o 
Diaphorodoris

  │ │ │  ├─────o 
Lamellidoris

  │ │ │  ├─────o 
Onchidoris

  │ │ │  ├─────o 
Proctaporia

  │ │ │  └─────o 
Villiersia

  │ │ ├──o 
Triophidae
 (famiglia)
  │ │ │  ├──o 
Triophinae
 (sottofamiglia)
  │ │ │  │  ├──o 
Cabrilla

  │ │ │  │  ├──o 
Crimora

  │ │ │  │  ├──o 
Euplocamus

  │ │ │  │  ├──o 
Heteroplocamus

  │ │ │  │  ├──o 
Histiophorus

  │ │ │  │  ├──o 
Holoplocamus

  │ │ │  │  ├──o 
Joubiniopsis

  │ │ │  │  ├──o 
Kaloplocamus

  │ │ │  │  ├──o 
Peplidia

  │ │ │  │  ├──o 
Plocamopherus

  │ │ │  │  └──o 
Triopha

  │ │ │  └──o 
Kalinginae
 (sottofamiglia)
  │ │ │     ├──o 
Brachychlanis

  │ │ │     └──o 
Kalinga

  │ │ ├──o 
Aegiridae
 (famiglia)
  │ │ │  ├─────o 
Aegires

  │ │ │  ├─────o 
Notodoris

  │ │ │  ├─────o 
Serigea

  │ │ │  └─────o 
Triopella

  │ │ ├──o 
Polyceridae
 (famiglia)
  │ │ │  ├─────o 
Cladophora

  │ │ │  ├─────o 
Colga

  │ │ │  ├─────o 
Cufaea

  │ │ │  ├─────o 
Esuriospinax

  │ │ │  ├─────o 
Euphurus

  │ │ │  ├─────o 
Folietta

  │ │ │  ├─────o 
Galacera

  │ │ │  ├─────o 
Greilada

  │ │ │  ├─────o 
Issa

  │ │ │  ├─────o 
Issena

  │ │ │  ├─────o 
Kankelibranchus

  │ │ │  ├─────o 
Laila

  │ │ │  ├─────o 
Limacia

  │ │ │  ├─────o 
Ohola

  │ │ │  ├─────o 
Palio

  │ │ │  ├─────o 
Phanerobranchus

  │ │ │  ├─────o 
Polycera

  │ │ │  ├─────o 
Polycerella

  │ │ │  ├─────o 
Thecacera

  │ │ │  ├─────o 
Themisto

  │ │ │  └─────o 
Triopa

  │ │ ├──o 
Gymnodorididae
 (famiglia)
  │ │ │  ├─────o 
Analogium

  │ │ │  ├─────o 
Gymnodoris

  │ │ │  ├─────o 
Kentiella

  │ │ │  ├─────o 
Lamellana

  │ │ │  ├─────o 
Lecithophorus

  │ │ │  ├─────o 
Nembrotha

  │ │ │  ├─────o 
Paliolla

  │ │ │  ├─────o 
Rhodigina

  │ │ │  ├─────o 
Roboastra

  │ │ │  ├─────o 
Stenodoris

  │ │ │  ├─────o 
Tambja

  │ │ │  └─────o 
Trevelyana

  │ │ ├──o 
Fucolidae
 (famiglia)
  │ │ │  └─────o 
Fucola

  │ │ ├──o 
Vayssiereidae
 (famiglia)
  │ │ │  ├─────o 
Okadaia

  │ │ │  ├─────o 
Pellibranchus

  │ │ │  └─────o 
Vayssierea

  │ │ └──o 
Rhodopidae
 (famiglia)
  │ │    ├─────o 
Helminthope

  │ │    ├─────o 
Rhodope

  │ │    └─────o 
Rhodoplana

  │ ├─o 
Eudoridoidea
 (superfamiglia)
  │ │ ├────────o 
Goslineria

  │ │ ├────────o 
Pharodoris

  │ │ ├──o 
Hexabranchidae
 (famiglia)
  │ │ │  ├─────o 
Aethedoris

  │ │ │  ├─────o 
Heptabranchus

  │ │ │  └─────o 
Hexabranchus

  │ │ ├──o 
Cadlinidae
 (famiglia)
  │ │ │  ├──o 
Cadlininae
 (sottofamiglia)
  │ │ │  │  ├──o 
Cadlina

  │ │ │  │  ├──o 
Cadlinella

  │ │ │  │  ├──o 
Jeanrisbecia

  │ │ │  │  └──o 
Juanella

  │ │ │  └──o 
Lissodoridinae
 (sottofamiglia)
  │ │ │     └──o 
Lissodoris

  │ │ ├──o 
Chromodorididae
 (famiglia)
  │ │ │  ├─────o 
Albania

  │ │ │  ├─────o 
Ardeadoris

  │ │ │  ├─────o 
Babaina

  │ │ │  ├─────o 
Berlanguella

  │ │ │  ├─────o 
Casella

  │ │ │  ├─────o 
Ceratodoris

  │ │ │  ├─────o 
Chromodoridella

  │ │ │  ├─────o 
Chromodoris

  │ │ │  ├─────o 
Chromolaichma

  │ │ │  ├─────o 
Crepidoris

  │ │ │  ├─────o 
Digidentis

  │ │ │  ├─────o 
Diversidoris

  │ │ │  ├─────o 
Doriprismatica

  │ │ │  ├─────o 
Durvilledoris

  │ │ │  ├─────o 
Echinodoris

  │ │ │  ├─────o 
Felimare

  │ │ │  ├─────o 
Felimida

  │ │ │  ├─────o 
Glossodoris

  │ │ │  ├─────o 
Goniobranchus

  │ │ │  ├─────o 
Gruvelia

  │ │ │  ├─────o 
Hemidoris

  │ │ │  ├─────o 
Hypselodoris

  │ │ │  ├─────o 
Mexichromis

  │ │ │  ├─────o 
Noumea

  │ │ │  ├─────o 
Otinodoris

  │ │ │  ├─────o 
Pectenodoris

  │ │ │  ├─────o 
Risbecia

  │ │ │  ├─────o 
Rosodoris

  │ │ │  ├─────o 
Thorunna

  │ │ │  ├─────o 
Tyrinna

  │ │ │  └─────o 
Verconia

  │ │ ├──o 
Actinocyclidae
 (famiglia)
  │ │ │  ├─────o 
Actinocyclus

  │ │ │  ├─────o 
Halla

  │ │ │  ├─────o 
Hallaxa

  │ │ │  └─────o 
Sphaerodoris

  │ │ ├──o 
Miamiridae
 (famiglia)
  │ │ │  ├─────o 
Ceratosoma

  │ │ │  ├─────o 
Gravieria

  │ │ │  ├─────o 
Miamira

  │ │ │  └─────o 
Orodoris

  │ │ ├──o 
Conualeviidae
 (famiglia)
  │ │ │  ├──o 
Conualeviinae
 (sottofamiglia)
  │ │ │  │  └──o 
Conualevia

  │ │ │  └──o 
Inudinae
 (sottofamiglia)
  │ │ │     └──o 
Inuda

  │ │ ├──o 
Aldisidae
 (famiglia)
  │ │ │  └─────o 
Aldisa

  │ │ ├──o 
Rostangidae
 (famiglia)
  │ │ │  ├─────o 
Boreodoris

  │ │ │  ├─────o 
Rhabdochila

  │ │ │  └─────o 
Rostanga

  │ │ ├──o 
Dorididae
 (famiglia)
  │ │ │  ├─────o 
Nophodoris

  │ │ │  ├──o 
Doridinae
 (sottofamiglia)
  │ │ │  │  ├──o 
Austrodoris

  │ │ │  │  ├──o 
Doridigitata

  │ │ │  │  ├──o 
Doriorbis

  │ │ │  │  ├──o 
Doris

  │ │ │  │  ├──o 
Percunas

  │ │ │  │  ├──o 
Pupsikus

  │ │ │  │  ├──o 
Siraius

  │ │ │  │  └──o 
Thorybopus

  │ │ │  └──o 
Artachaeinae
 (sottofamiglia)
  │ │ │     ├──o 
Alloiodoris

  │ │ │     ├──o 
Artachaea

  │ │ │     └──o 
Staurodoris

  │ │ ├──o 
Archidorididae
 (famiglia)
  │ │ │  ├─────o 
Anoplodoris

  │ │ │  ├─────o 
Archidoris

  │ │ │  ├─────o 
Atagema

  │ │ │  ├─────o 
Ctenodoris

  │ │ │  ├─────o 
Etidoris

  │ │ │  ├─────o 
Glossodoridiformia

  │ │ │  ├─────o 
Guyonia

  │ │ │  ├─────o 
Peronodoris

  │ │ │  ├─────o 
Petelodoris

  │ │ │  ├─────o 
Phlegmodoris

  │ │ │  └─────o 
Trippa

  │ │ ├──o 
Geitodorididae
 (famiglia)
  │ │ │  ├─────o 
Carryodoris

  │ │ │  └─────o 
Geitodoris

  │ │ ├──o 
Homoeodorididae
 (famiglia)
  │ │ │  └─────o 
Homoeodoris

  │ │ ├──o 
Baptodorididae
 (famiglia)
  │ │ │  ├─────o 
Baptodoris

  │ │ │  ├─────o 
Carminodoris

  │ │ │  ├─────o 
Dystylodoris

  │ │ │  └─────o 
Paradoris

  │ │ ├──o 
Discodorididae
 (famiglia)
  │ │ │  ├──o 
Taringinae
 (sottofamiglia)
  │ │ │  │  ├──o 
Taringa

  │ │ │  │  └──o 
Tayuva

  │ │ │  ├──o 
Neodoridinae
 (sottofamiglia)
  │ │ │  │  └──o 
Neodoris

  │ │ │  └──o 
Discodoridinae
 (sottofamiglia)
  │ │ │     ├──o 
Anisodoris

  │ │ │     ├──o 
Aporodoris

  │ │ │     ├──o 
Diaulula

  │ │ │     ├──o 
Discodoris

  │ │ │     ├──o 
Erythrodoris

  │ │ │     ├──o 
Fracassa

  │ │ │     ├──o 
Montereina

  │ │ │     ├──o 
Nirva

  │ │ │     ├──o 
Nuvuca

  │ │ │     ├──o 
Peltodoris

  │ │ │     ├──o 
Phialodoris

  │ │ │     ├──o 
Sebadoris

  │ │ │     └──o 
Thordisa

  │ │ ├──o 
Kentrodorididae
 (famiglia)
  │ │ │  ├─────o 
Audura

  │ │ │  ├─────o 
Awuka

  │ │ │  ├─────o 
Jorunna

  │ │ │  └─────o 
Kentrodoris

  │ │ ├──o 
Asteronotidae
 (famiglia)
  │ │ │  ├─────o 
Aphelodoris

  │ │ │  ├─────o 
Asteronotus

  │ │ │  ├─────o 
Dictyodoris

  │ │ │  ├─────o 
Halgerda

  │ │ │  └─────o 
Sclerodoris

  │ │ └──o 
Platydorididae
 (famiglia)
  │ │    ├──o 
Platydoridinae
 (sottofamiglia)
  │ │    │  ├──o 
Argus

  │ │    │  ├──o 
Gargamella

  │ │    │  └──o 
Platydoris

  │ │    └──o 
Hoplodoridinae
 (sottofamiglia)
  │ │       ├──o 
Hoplodoris

  │ │       └──o 
Xenodoris

  │ └─o 
Porodoridoidea
 (superfamiglia)
  │   ├──o 
Phyllidiidae
 (famiglia)
  │   │  ├─────o 
Ceratophyllidia

  │   │  ├─────o 
Fryeria

  │   │  ├─────o 
Phyllidia

  │   │  ├─────o 
Phyllidiella

  │   │  ├─────o 
Phyllidiopsis

  │   │  ├─────o 
Reticulidia

  │   │  └─────o 
Reyfria

  │   ├──o 
Dendrodorididae
 (famiglia)
  │   │  ├─────o 
Dendrodoris

  │   │  ├─────o 
Doridopsis

  │   │  ├─────o 
Doriopsilla

  │   │  ├─────o 
Doriopsis

  │   │  └─────o 
Rhacodoris

  │   └──o 
Mandeliidae
 (famiglia)
  │      └─────o 
Mandelia

  ├─o 
Dendronotacea
 (sottordine)
  │ ├────o 
Tritoniidae
 (famiglia)
  │ │    ├─────o 
Candiella

  │ │    ├─────o 
Candellista

  │ │    ├─────o 
Duvaucelia

  │ │    ├─────o 
Lateribranchiaea

  │ │    ├─────o 
Marionia

  │ │    ├─────o 
Marioniopsis

  │ │    ├─────o 
Microlophus

  │ │    ├─────o 
Myrella

  │ │    ├─────o 
Nemocephala

  │ │    ├─────o 
Paratritonia

  │ │    ├─────o 
Sphaerostoma

  │ │    ├─────o 
Tochuina

  │ │    ├─────o 
Tritonia

  │ │    ├─────o 
Tritonidoxa

  │ │    ├─────o 
Tritoniella

  │ │    ├─────o 
Tritoniopsilla

  │ │    └─────o 
Tritoniopsis

  │ ├────o 
Marianinidae
 (famiglia)
  │ │    ├─────o 
Aranucus

  │ │    ├─────o 
Diplopelycia

  │ │    ├─────o 
Mariana

  │ │    └─────o 
Marianina

  │ ├────o 
Lomanotidae
 (famiglia)
  │ │    ├─────o 
Eumenis

  │ │    └─────o 
Lomanotus

  │ ├────o 
Scyllaeidae
 (famiglia)
  │ │    ├─────o 
Crosslandia

  │ │    ├─────o 
Nerea

  │ │    ├─────o 
Notobryon

  │ │    ├─────o 
Scyllaea

  │ │    └─────o 
Zoopterygius

  │ ├────o 
Hancockiidae
 (famiglia)
  │ │    ├─────o 
Govia

  │ │    ├─────o 
Hancockia

  │ │    └─────o 
Iduliana

  │ ├────o 
Dendronotidae
 (famiglia)
  │ │    ├─────o 
Amphitrite

  │ │    ├─────o 
Amphitritidea

  │ │    ├─────o 
Campaspe

  │ │    └─────o 
Dendronotus

  │ ├────o 
Bornellidae
 (famiglia)
  │ │    ├─────o 
Bornella

  │ │    ├─────o 
Bornellopsis

  │ │    └─────o 
Pseudobornella

  │ ├────o 
Tethydidae
 Rafinesque, 1815 (famiglia)
  │ │    ├─────o 
Chioraera
 Gould, 1852
  │ │    ├─────o 
Fimbria
 Bohadsch, 1761
  │ │    ├─────o 
Jacunia
 Philippi, 1867
  │ │    ├─────o 
Melibaea
 Rang, Forbes, 1838
  │ │    ├─────o 
Melibe
 Rang, 1829
  │ │    ├─────o 
Phoenicurum
 Rudolphi, 1819
  │ │    ├─────o 
Propemelibe
 Allan, 1932
  │ │    └─────o 
Tethys
 Linnaeus, 1767
  │ ├────o 
Dotidae
 Gray, 1853 (famiglia)
  │ │    ├─────o 
Caecinella
 Bergh, 1870
  │ │    ├─────o 
Dotilla
 Bergh, 1879
  │ │    ├─────o 
Doto
 Oken, 1815
  │ │    ├─────o 
Dotona
 Iredale, 1918
  │ │    ├─────o 
Gellina
 Gray, 1850
  │ │    ├─────o 
Heromorpha
 Bergh, 1873
  │ │    ├─────o 
Idulia
 Leach, 1852
  │ │    ├─────o 
Iduliella
 Thiele, 1931
  │ │    └─────o 
Miesea
 Marcus, 1961
  │ └────o 
Phylliroidae
 Férussac, 1821 (famiglia)
  │      ├─────o 
Acura
 H. & A. Adams, 1855
  │      ├─────o 
Boopsis
 Pierantoni, 1923
  │      ├─────o 
Cephalopyge
 Hanel, 1905
  │      ├─────o 
Ctilopsis
 André, 1906
  │      ├─────o 
Dactylopus
 Bonnevie, 1921
  │      ├─────o 
Eurydice
 Eschscholtz, 1825
  │      ├─────o 
Nectophylliroe
 Hoffmann, 1922
  │      └─────o 
Phylliroe
 Péron & Lesueur, 1810
  ├─o 
Arminacea
 Odhner, 1934 (sottordine)
  │ ├─o 
Euarminoidea
 Odhner in Franc, 1968 (superfamiglia)
  │ │ ├──o 
Heterodorididae
 Fischer, 1883 (famiglia)
  │ │ │  ├─────o 
Atthila
 Bergh, 1900
  │ │ │  └─────o 
Heterodoris
 Verrill & Emerton, 1882
  │ │ ├──o 
Doridomorphidae
 Odhner in Franc, 1968 (famiglia)
  │ │ │  ├─────o 
Doridoeides
 Eliot & Evans, 1908
  │ │ │  └─────o 
Doridomorpha
 Eliot, 1906
  │ │ ├──o 
Arminidae
 Iredale & O'Donoghue, 1923 (famiglia)
  │ │ │  ├─────o 
Armina
 Rafinesque, 1814
  │ │ │  ├─────o 
Camarga
 Bergh, 1866
  │ │ │  ├─────o 
Dermatobranchus
 Hasselt, 1824
  │ │ │  ├─────o 
Diphyllidia
 Cuvier, 1817
  │ │ │  ├─────o 
Histiomena
 Mörch, 1860
  │ │ │  ├─────o 
Linguella
 Blainville, 1823; Férussac, 1822
  │ │ │  ├─────o 
Pleuroleura
 Bergh, 1874
  │ │ │  ├─────o 
Pleurophyllidia
 Meckel, 1816
  │ │ │  ├─────o 
Pleurophyllidiella
 Eliot, 1903
  │ │ │  ├─────o 
Pleurophyllidiopsis
 Tchang-Si, 1934
  │ │ │  └─────o 
Sancara
 Bergh, 1861
  │ │ └──o 
Lemindidae
 Griffiths, 1985 (famiglia)
  │ │    └─────o 
Leminda
 Griffiths, 1985
  │ └─o 
Metarminoidea
 Odhner, 1968 (superfamiglia)
  │   ├──o 
Madrellidae
 Vayssière, 1909 (famiglia)
  │   │  ├─────o 
Eliotia
 Vayssière, 1909
  │   │  └─────o 
Madrella
 Alder & Hancock, 1864
  │   ├──o 
Dironidae
 Eliot, 1910 (famiglia)
  │   │  └─────o 
Dirona
 MacFarland in Cockerell & Eliot, 1905
  │   ├──o 
Zephyrinidae
 (famiglia)
  │   │  ├─────o 
Antiopa
 Alder & Hancock, 1848
  │   │  ├─────o 
Antiopella
 Hoyle, 1902
  │   │  ├─────o 
Bonisa
 Gosliner, 1981
  │   │  ├─────o 
Caldukia
 Burn & Miller, 1969
  │   │  ├─────o 
Galeojanolus
 Miller, 1971
  │   │  ├─────o 
Janolus
 Bergh, 1884
  │   │  ├─────o 
Janus
 Vérany, 1844
  │   │  ├─────o 
Pinufius
 Marcus & Marcus, 1960
  │   │  ├─────o 
Proctonotus
 Alder, 1844
  │   │  ├─────o 
Venilia
 Alder & Hancock, 1844
  │   │  └─────o 
Zephyrina
 Quatrefages, 1844
  │   ├──o 
Goniaeolididae
 Odhner, 1907 (famiglia)
  │   │  └─────o 
Goniaeolis
 Sars, 1861
  │   ├──o 
Charcotiidae
 Odhner, 1926 (famiglia)
  │   │  ├─────o 
Charcotia
 Vayssière, 1906
  │   │  ├─────o 
Pseudotritonia
 Thiele, 1912
  │   │  └─────o 
Telarma
 Odhner, 1934
  │   └──o 
Heroidae
 Bergh, 1892 (famiglia)
  │      ├─────o 
Cloelia
 Lovén, 1841 
  │      └─────o 
Hero
 (Lovén) Alder & Hancock, 1855
  └─o 
Aeolidacea
 Odhner, 1934 (sottordine)
    ├─o 
Proteolidoidea
 Odhner, 1968 (superfamiglia)
    │ └──o 
Notaeolidiidae
 Odhner, 1926 (famiglia)
    │    └─────o 
Notaeolidia
 Eliot, 1905
    └─o 
Eueolidoidea
 Odhner, 1968 (superfamiglia)
      ├──o 
Babakinidae
 Roller, 1973 (famiglia)
      │  └─────o 
Babakina
 Roller, 1973
      ├──o 
Coryphellidae
 Bergh, 1889 (famiglia)
      │  ├─────o 
Chlamylla
 Bergh, 1886
      │  ├─────o 
Coryphella
 Gray, 1850
      │  ├─────o 
Himatina
 Thiele, 1931
      │  ├─────o 
Himatella
 Bergh, 1890
      │  └─────o 
Rioselleolis
 Ortea, 1977
      ├──o 
Paracoryphellidae
 Miller, 1971 (famiglia)
      │  └─────o 
Paracoryphella
 Miller, 1971
      ├──o 
Nossidae
 Odhner, 1968 (famiglia)
      │  ├─────o 
Coryphellina
 O'Donoghue, 1929
      │  ├─────o 
Hespereolis
 Odhner, 1968
      │  └─────o 
Nossis
 Bergh, 1902
      ├──o 
Flabellinidae
 Bergh in Carus, 1889 (famiglia)
      │  ├─────o 
Calmella
 Eliot, 1906
      │  ├─────o 
Costaea
 Tiberi, 1880
      │  ├─────o 
Flabellina
 Voigt, 1834
      │  ├─────o 
Flabellinopsis
 MacFarland, 1966
      │  ├─────o 
Microchlamylla
 Martynov, 1999
      │  ├─────o 
Pacificoryphella
 Martynov, 1999
      │  ├─────o 
Samla
 Bergh, 1900
      │  ├─────o 
Trifoliella
 Martynov, 1999
      │  └─────o 
Tularia
 Burn, 1966
      ├──o 
Protaeolidiellidae
 Odhner, 1968 (famiglia)
      │  └─────o 
Protaeolidiella
 Baba, 1955 
      ├──o 
Pleurolidiidae
 Burn, 1966 (famiglia)
      │  └─────o 
Pleurolidia
 Burn, 1966
      ├──o 
Caloriidae
 Odhner, 1968 (famiglia)
      │  └─────o 
Caloria
 Trinchese, 1888
      ├──o 
Eubranchidae
 Odhner, 1934 (famiglia)
      │  ├──o 
Cumanotinae
 Odhner, 1968 (sottofamiglia)
      │  │  └──o 
Cumanotus
 Odhner, 1907
      │  ├──o 
Egalvininae
 Odhner, 1968 (sottofamiglia)
      │  │  └──o 
Egalvina
 Odhner, 1929
      │  └──o 
Eubranchinae
 Odhner, 1934 (sottofamiglia)
      │     ├──o 
Aenigmastyletus
 Martynov, 1998
      │     ├──o 
Amphorina
 Quatrefages, 1844
      │     ├──o 
Annulorhina
 Rao, 1968
      │     ├──o 
Capellinia
 Trinchese, 1873
      │     ├──o 
Eubranchopsis
 Baba, 1949
      │     ├──o 
Eubranchus
 Forbes, 1838
      │     ├──o 
Galvina
 Alder & Hancock, 1855
      │     ├──o 
Galvinella
 Eliot, 1907
      │     ├──o 
Indobranchus
 Rao, 1968
      │     ├──o 
Leostyletus
 Martynov, 1998
      │     ├──o 
Nudibranchus
 Martynov, 1998
      │     └──o 
Produnga
 Martynov, 1998
      ├──o 
Pseudovermidae
 Thiele, 1931 (famiglia)
      │  └─────o 
Pseudovermis
 Periaslavzeff, 1891
      ├──o 
Cuthonidae
 Odhner, 1934 (famiglia)
      │  ├──o 
Precuthoninae
 Odhner, 1968 (sottofamiglia)
      │  │  ├──o 
Cuthonella
 Bergh, 1884
      │  │  └──o 
Precuthona
 Odhner, 1929
      │  ├──o 
Cuthoninae
 Odhner, 1934 (sottofamiglia)
      │  │  ├──o 
Catriona
 Winckworth, 1941
      │  │  ├──o 
Cratenopsis
 Lemche, 1936
      │  │  ├──o 
Cuthona
 Alder & Hancock, 1855
      │  │  ├──o 
Diaphoreolis
 Iredale & O'Donoghue, 1923
      │  │  ├──o 
Diplocera
 Blanchard, 1848
      │  │  ├──o 
Eurycatriona
 Winckworth, 1941; Burn, 1963
      │  │  ├──o 
Fiocuthona
 Martynov. 1992
      │  │  ├──o 
Guyvalvoria
 Vayssière, 1906
      │  │  ├──o 
Indocratena
 Odhner, 1940
      │  │  ├──o 
Montagua
 Fleming, 1822
      │  │  ├──o 
Murmania
 Martynov, 2006
      │  │  ├──o 
Narraeolidia
 Burn, 1961
      │  │  ├──o 
Njurja
 Marcus & Marcus, 1960
      │  │  ├──o 
Phestilla
 Bergh, 1874
      │  │  ├──o 
Piseinotecus
 Marcus, 1955
      │  │  ├──o 
Selva
 Edmunds, 1964
      │  │  ├──o 
Subcuthona
 Baba, 1949
      │  │  ├──o 
Tenellia
 Costa, 1866
      │  │  ├──o 
Toorna
 Burn, 1964
      │  │  ├──o 
Trinchesia
 Ihering, 1879
      │  │  └──o 
Xenocratena
 Odhner, 1940
      │  └──o 
Tergipedinae
 Bergh, 1889 (sottofamiglia)
      │     ├──o 
Dunga
 Eliot, 1902
      │     ├──o 
Embletonia
 Alder & Hancock, 1851
      │     ├──o 
Embletoniella
 Baba, 1967
      │     ├──o 
Ennoia
 Bergh, 1896
      │     ├──o 
Myja
 Bergh, 1896
      │     ├──o 
Psiloceros
 Menke, 1844
      │     ├──o 
Pterochilus
 Alder & Hancock, 1844
      │     ├──o 
Tergipes
 Cuvier, 1805
      │     └──o 
Zatteria
 Eliot, 1902
      ├──o 
Fionidae
 Alder & Hancock, 1855 (famiglia)
      │  ├─────o 
Dolicheolis
 Finlay, 1927
      │  ├─────o 
Fiona
 Alder & Hancock in Forbes & Hanley, 1851
      │  ├─────o 
Hymenaeolis
 Costa, 1866
      │  └─────o 
Oithona
 Alder & Hancock, 1851
      ├──o 
Calmidae
 Iredale & O'Donoghue, 1923 (famiglia)
      │  ├─────o 
Calma
 Alder & Hancock, 1855
      │  └─────o 
Forestia
 Trinchese, 1881
      ├──o 
Phidianidae
 Odhner, 1968 (famiglia)
      │  ├─────o 
Moridilla
 Bergh, 1888
      │  ├─────o 
Phidiana
 Gray, 1850
      │  └─────o 
Rolandia
 Pruvot-Fol, 1951
      ├──o 
Facelinidae
 Bergh in Carus, 1889; Odhner, 1939; o Thiele, 1931 (famiglia)
      │  ├─────o 
Acanthopsole
 Trinchese, 1874
      │  ├─────o 
Algarvia
 García-Gómez & Cervera, 1990
      │  ├─────o 
Anetarca
 Gosliner, 1991
      │  ├─────o 
Antonietta
 Schmekel, 1966
      │  ├─────o 
Emarcusia
 Roller, 1972
      │  ├─────o 
Facelina
 Alder & Hancock, 1855
      │  ├─────o 
Facelinella
 Baba, 1949
      │  ├─────o 
Facelinopsis
 Pruvot-Fol, 1954
      │  ├─────o 
Hermissenda
 Bergh, 1879
      │  ├─────o 
Hervia
 Bergh in Mörch, 1871
      │  ├─────o 
Learchis
 Bergh, 1896
      │  ├─────o 
Palisa
 Edmunds, 1964
      │  ├─────o 
Pauleo
 Millen & Hamann, 1992
      │  └─────o 
Pruvotfolia
 Tardy, 1969
      ├──o 
Cratenidae
 Bergh, 1890 (famiglia)
      │  ├─────o 
Amanda
 Macnae, 1954
      │  ├─────o 
Cavolina
 Bruguière, 1791
      │  ├─────o 
Cratena
 Bergh, 1864
      │  ├─────o 
Dondice
 Marcus, 1958
      │  ├─────o 
Echinopsole
 Macnae, 1954
      │  ├─────o 
Facalana
 Bergh, 1888
      │  ├─────o 
Godiva
 Macnae, 1954
      │  ├─────o 
Nanuca
 Marcus, 1957
      │  └─────o 
Rizzolia
 Trinchese, 1877
      ├──o 
Favorinidae
 Bergh, 1890 (famiglia)
      │  ├─────o 
Austraeolis
 Burn, 1962
      │  ├─────o 
Babaiella
 Risso-Dominguez, 1964
      │  ├─────o 
Bajaeolis
 Gosliner & Behrens, 1986
      │  ├─────o 
Dicata
 Schmekel, 1967
      │  ├─────o 
Favorinus
 Gray, 1850
      │  ├─────o 
Globiferina
 Risbec, 1937
      │  ├─────o 
Hermosita
 Gosliner & Behrens, 1986
      │  ├─────o 
Jason
 Miller, 1974
      │  ├─────o 
Matharena
 Bergh, 1871
      │  ├─────o 
Noumeaella
 Risbec, 1937
      │  ├─────o 
Sakuraeolis
 Baba in Baba & Hamatani, 1965
      │  ├─────o 
Setoeolis
 Baba in Baba & Hamatani, 1965
      │  └─────o 
Shinanoeolis
 Baba in Baba & Hamatani, 1965
      ├──o 
Myrrhinidae
 Bergh, 1905 (famiglia)
      │  ├─────o 
Myrrhine
 Bergh, 1905
      │  ├─────o 
Phyllodesmium
 Ehrenberg, 1831
      │  └─────o 
Phyllodesmopsis
 Risso-Dominguez, 1964
      ├──o 
Glaucidae
 Oken, 1815 (famiglia)
      │  ├─────o 
Eucharis
 Péron & Lesueur, 1807
      │  ├─────o 
Filurus
 DeKay, 1843
      │  ├─────o 
Glaucilla
 Bergh, 1860
      │  ├─────o 
Glaucus
 Gmelin, 1791
      │  └─────o 
Laniogerus
 Blainville, 1816
      ├──o 
Pteraeolidiidae
 Risbec, 1953 (famiglia)
      │  └─────o 
Pteraeolidia
 Bergh, 1875
      ├──o 
Herviellidae
 Odhner, 1968 (famiglia)
      │  ├─────o 
Herviella
 Baba, 1949
      │  └─────o 
Muessa
 Marcus, 1965
      ├──o 
Aeolidiidae
 Gray, 1827 (famiglia)
      │  ├─────o 
Aeolidia
 Cuvier, 1798
      │  ├─────o 
Aeolidiella
 Pruvot-Fol, 1951
      │  ├─────o 
Aeolidiopsis
 Pruvot-Fol, 1956
      │  ├─────o 
Anteaeolidiella
 Miller, 2001
      │  ├─────o 
Burnaia
 Miller, 2001
      │  ├─────o 
Cerberilla
 Bergh, 1873
      │  ├─────o 
Eolida
 Fleming, 1828
      │  ├─────o 
Eolidia
 Cuvier, 1817
      │  ├─────o 
Eolidina
 Quatrefages, 1843
      │  ├─────o 
Eolis
 Cuvier, 1805
      │  ├─────o 
Ethalion
 Risso, 1826
      │  ├─────o 
Limenandra
 Haefelfinger & Stamm, 1958
      │  ├─────o 
Milleria
 Ortea, Caballer, & Espinosa, 2003
      │  └─────o 
Paracerberilla
 Martynov, 1999
      └──o 
Spurillidae
 Odhner, 1939 (famiglia)
         ├─────o 
Baeolidia
 Bergh, 1888
         ├─────o 
Berghia
 Trinchese, 1877
         ├─────o 
Fenrisia
 Bergh, 1888
         └─────o 
Spurilla
 Bergh, 1864
```

## Classificazione di Ponder e Lindbergh (1997)
Nella classificazione di Ponder e Lindbergh (1997) i nudibranchi venivano considerati come un sottordine dell'ordine Opistobranchia, che veniva suddiviso in due infraordini e 8 superfamiglie:
- Infraordine Anthobranchia Férussac, 1819
  - Superfamiglia Doridoidea Rafinesque, 1815
    - Actinocyclidae O'Donoghue, 1929
    - Cadlinidae Bergh, 1891
    - Chromodorididae Bergh, 1891
    - Discodorididae Bergh, 1891
    - Dorididae Rafinesque, 1815

  - Superfamiglia Doridoxoidea Bergh, 1900
    - Doridoxidae Bergh, 1900

  - Superfamiglia Onchidoridoidea Alder & Hancock, 1845
    - Akiodorididae Millen & Martynov, 2005
    - Goniodorididae H. Adams & A. Adams, 1854
    - Onchidorididae Gray, 1827

  - Superfamiglia Polyceroidea Alder & Hancock, 1845
    - Aegiridae P. Fischer, 1883
    - Gymnodorididae Odhner, 1941
    - Hexabranchidae Bergh, 1891
    - Okadaiidae Baba, 1930
    - Polyceridae Alder & Hancock, 1845
- Infraordine Cladobranchia Willan & Morton, 1984
  - Superfamiglia Aeolidioidea J.E. Gray, 1827
    - Aeolidiidae d'Orbigny, 1839
    - Calmidae Iredale & O'Donoghue, 1923
    - Caloriidae Odhner, 1968
    - Coryphellidae Bergh, 1889
    - Cratenidae Bergh, 1890
    - Cuthonidae
    - Eubranchidae
    - Facelinidae
    - Favorinidae
    - Fionidae
    - Flabellinidae
    - Glaucidae
    - Herviellidae
    - Myrrhinidae
    - Nossidae
    - Paracoryphellidae
    - Phidianidae
    - Pleurolidiidae
    - Protaeolidiellidae
    - Pseudovermidae Thiele, 1931
    - Pteraeolidiidae
    - Spurillidae

  - Superfamiglia Arminoidea Rafinesque, 1814
    - Heterodorididae
    - Doridomorphidae
    - Arminidae
    - Lemindidae

  - Superfamiglia Dendronotoidea Allman, 1845
    - Aranucidae Odhner, 1936
    - Bornellidae Fischer, 1883
    - Dotidae Gray, 1853

  - Superfamiglia Metarminoidea Odhner in Franc, 1968
    - Charcotiidae Odhner, 1926
    - Heroidae Bergh, 1892
    - Madrellidae Vayssière, 1909
    - Dironidae Eliot, 1910
    - Goniaeolididae Odhner, 1907

## Classificazione di Bouchet & Rocroi (2005)
Secondo la tassonomia proposta da Bouchet & Rocroi (2005), i Nudibranchia sono un subclade del clade dei Nudipleura e sono a loro volta divisi in due cladi:
```
o 
Clade Nudibranchia

├─o 
Clade 
Euctenidiacea

│ ├─o Subclade 
Gnathodoridacea

│ │ └─o Superfamiglia 
Bathydoridoidea

│ │   └─o Famiglia 
Bathydorididae

│ └─o Subclade 
Doridacea

│   ├─o Superfamiglia 
Doridoidea

│   │ ├─o Famiglia 
Dorididae

│   │ ├─o Famiglia 
Actinocyclidae

│   │ ├─o Famiglia 
Chromodorididae

│   │ └─o Famiglia 
Discodorididae

│   ├─o Superfamiglia 
Phyllidioidea

│   │ ├─o Famiglia 
Phyllidiidae

│   │ ├─o Famiglia 
Dendrodorididae

│   │ └─o Famiglia 
Mandeliidae

│   ├─o Superfamiglia 
Onchidoridoidea

│   │ ├─o Famiglia 
Onchidorididae

│   │ ├─o Famiglia 
Corambidae

│   │ └─o Famiglia 
Goniodorididae

│   └─o Superfamiglia 
Polyceroidea

│     ├─o Famiglia 
Polyceridae

│     ├─o Famiglia 
Aegiretidae

│     ├─o Famiglia 
Gymnodorididae

│     ├─o Famiglia 
Hexabranchidae

│     └─o Famiglia 
Okadaiidae

└─o 
Clade 
Dexiarchia

  ├─o Clade 
Pseudoeuctenidiacea

  │ └─o Superfamiglia 
Doridoxoidea

  │   └─o Famiglia 
Doridoxidae

  └─o Clade 
Cladobranchia

    ├─o Famiglia 
Charcotiidae

    ├─o Famiglia 
Dironidae

    ├─o Famiglia 
Dotidae

    ├─o Famiglia 
Embletoniidae

    ├─o Famiglia 
Goniaeolididae

    ├─o Famiglia 
Heroidae

    ├─o Famiglia 
Madrellidae

    ├─o Famiglia 
Pinufiidae

    ├─o Famiglia 
Proctonotidae

    ├─o Subclade 
Euarminida

    │ └─o Superfamiglia 
Arminoidea

    │   ├─o Famiglia 
Arminidae

    │   └─o Famiglia 
Doridomorphidae

    ├─o Subclade 
Dendronotida

    │ └─o Superfamiglia 
Tritonioidea

    │   ├─o Famiglia 
Tritoniidae

    │   ├─o Famiglia 
Aranucidae

    │   ├─o Famiglia 
Bornellidae

    │   ├─o Famiglia 
Dendronotidae

    │   ├─o Famiglia 
Hancockiidae

    │   ├─o Famiglia 
Lomanoridae

    │   ├─o Famiglia 
Phylliroidae

    │   ├─o Famiglia 
Scyllaeidae

    │   └─o Famiglia 
Tethydidae

    └─o Subclade 
Aeolidida

      ├─o Superfamiglia 
Flabellinoidea

      │  ├─o Famiglia 
Flabellinidae

      │  └─o Famiglia 
Notaeolidiidae

      ├─o Superfamiglia 
Fionoidea

      │  ├─o Famiglia 
Fionidae

      │  ├─o Famiglia 
Calmidae

      │  ├─o Famiglia 
Eubranchidae

      │  ├─o Famiglia 
Pseudovermidae

      │  └─o Famiglia 
Tergipedidae

      └─o Superfamiglia 
Aeolidioidea

        ├─o Famiglia 
Aeolidiidae

        ├─o Famiglia 
Facelinidae

        ├─o Famiglia 
Glaucidae

        └─o Famiglia 
Piseinotecidae
```

## Classificazione MolluscaBase/WoRMS (2020)
Nel 2017 la classificazione di Bouchet e Rocroi è stata sottoposta a una radicale revisione reintroducendo i tradizionali ranghi linneani al posto di cladi e gruppi informali. Tale nuova classificazione assegna ai Nudibranchi il rango di ordine, suddividendolo in due sottordini: Cladobranchia e Doridina. Tale impostazione è quella attualmente seguita dal World Register of Marine Species (WoRMS).  A questa classificazione si attiene Wikipedia in italiano.
- Sottordine Cladobranchia
  - Superfamiglia Aeolidioidea Gray, 1827
    - Famiglia Aeolidiidae Gray, 1827
    - Famiglia Babakinidae Roller, 1973
    - Famiglia Facelinidae Bergh, 1889
    - Famiglia Flabellinopsidae Korshunova et al., 2017
    - Famiglia Glaucidae Gray, 1827
    - Famiglia Myrrhinidae Bergh, 1905
    - Famiglia Notaeolidiidae Eliot, 1910
    - Famiglia Piseinotecidae Edmunds, 1970
    - Famiglia Pleurolidiidae Burn, 1966

  - Superfamiglia Arminoidea Iredale & O'Donoghue, 1923 (1841)
    - Famiglia Arminidae Iredale & O'Donoghue, 1923 (1841)
    - Famiglia Doridomorphidae Er. Marcus & Ev. Marcus, 1960 (1908)

  - Superfamiglia Dendronotoidea Allman, 1845
    - Famiglia Bornellidae Bergh 1874
    - Famiglia Dendronotidae Allman, 1845
    - Famiglia Dotidae Gray, 1853
    - Famiglia Hancockiidae MacFarland, 1923
    - Famiglia Lomanotidae Bergh 1890
    - Famiglia Scyllaeidae Alder & Hancock, 1855
    - Famiglia Tethydidae Rafinesque, 1815

  - Superfamiglia Doridoxoidea Bergh 1899
    - Famiglia Doridoxidae Bergh 1899

  - Superfamiglia Fionoidea Gray, 1857
    - Famiglia Abronicidae Korshunova et al., 2017
    - Famiglia Apataidae Korshunova et al., 2017
    - Famiglia Calmidae Iredale & O'Donoghue, 1923
    - Famiglia Coryphellidae Bergh, 1889
    - Famiglia Cumanotidae Odhner, 1907
    - Famiglia Cuthonellidae M. C. Miller, 1977
    - Famiglia Cuthonidae Odhner, 1934
    - Famiglia Embletoniidae Pruvot-Fol, 1954
    - Famiglia Eubranchidae Odhner, 1934
    - Famiglia Fionidae Gray, 1857
    - Famiglia Flabellinidae Bergh, 1889
    - Famiglia Murmaniidae Korshunova et al., 2017
    - Famiglia Paracoryphellidae M. C. Miller, 1971
    - Famiglia Pinufiidae Er. Marcus & Ev. Marcus, 1960
    - Famiglia Pseudovermidae Thiele, 1931
    - Famiglia Samlidae Korshunova et al., 2017
    - Famiglia Tergipedidae Bergh, 1889
    - Famiglia Trinchesiidae F. Nordsieck, 1972
    - Famiglia Unidentiidae Millen & Hermosillo, 2012
    - Famiglia Xenocratenidae Martynov et al., 2020

  - Superfamiglia Proctonotoidea Gray, 1853
    - Famiglia Curnonidae d'Udekem d'Acoz, 2017
    - Famiglia Dironidae Eliot, 1910
    - Famiglia Janolidae Pruvot-Fol, 1933
    - Famiglia Lemindidae Griffiths, 1985
    - Famiglia Madrellidae Preston, 1911
    - Famiglia Proctonotidae Gray, 1853

  - Superfamiglia Tritonioidea Lamarck, 1809
    - Famiglia Tritoniidae Lamarck, 1809
- Sottordine Doridina
  - Infraordine Bathydoridoidei
    - Superfamiglia Bathydoridoidea Bergh 1891
      - Famiglia Bathydorididae Bergh 1891

  - Infraordine Doridoidei
    - Superfamiglia Chromodoridoidea Bergh 1891
      - Famiglia Actinocyclidae O'Donoghue, 1929
      - Famiglia Cadlinellidae Odhner, 1934
      - Famiglia Cadlinidae Bergh 1891
      - Famiglia Chromodorididae Bergh 1891
      - Famiglia Hexabranchidae Bergh 1891
      - Famiglia Showajidaiidae Korshunova et al., 2020

    - Superfamiglia Doridoidea Rafinesque, 1815
      - Famiglia Discodorididae Bergh 1891
      - Famiglia Dorididae Rafinesque, 1815

    - Superfamiglia Onchidoridoidea Gray, 1827
      - Famiglia Aegiridae P. Fischer, 1883
      - Famiglia Akiodorididae Millen & Martynov, 2005
      - Famiglia Calycidorididae Roginskaya, 1972
      - Famiglia Corambidae Bergh 1871
      - Famiglia Goniodorididae H. Adams & A. Adams, 1854
      - Famiglia Onchidorididae Gray, 1827

    - Superfamiglia Phyllidioidea Rafinesque, 1814
      - Famiglia Dendrodorididae O'Donoghue, 1924 (1864)
      - Famiglia Mandeliidae Valdés & Gosliner, 1999
      - Famiglia Phyllidiidae Rafinesque, 1814

    - Superfamiglia Polyceroidea Alder & Hancock, 1845
      - Famiglia Polyceridae Alder & Hancock, 1845